# Uomo cannone

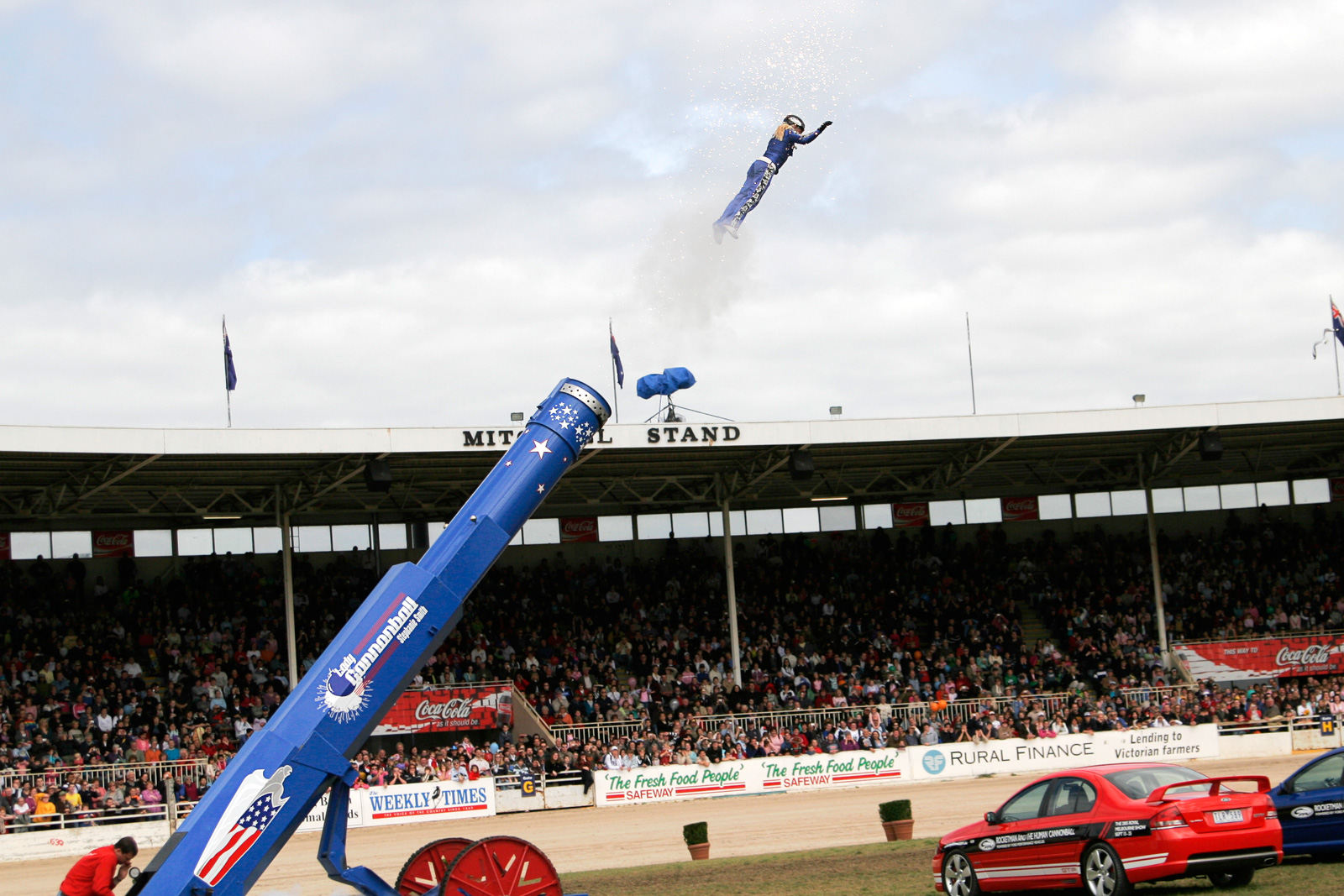
La donna cannone Stephanie Smith in uno spettacolo del 2005 a Melbourne

L'uomo cannone o, secondo i casi, la donna cannone è l'artista circense che viene sparato in aria da uno speciale cannone appositamente progettato per questo tipo di esibizione. Atterra successivamente su una rete elastica orizzontale o un materasso ad aria gonfiato, la cui distanza è determinata dalla meccanica classica. Gli spettacoli all'aperto possono terminare anche in una piscina o un bacino d'acqua.

## Antecedenti nella letteratura

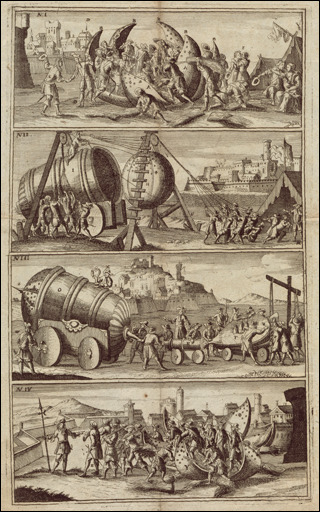
Mustaphato Salicio, 1686

Nel 1686, l'ingegnere Mustaphato Salicio pubblicò quattro incisioni su una sorprendente invenzione utopica relativa ad un mortaio di rame, che presumibilmente tramite aria compressa sarebbe stato in grado di lanciare grosse bombe-proiettili e al cui interno si sarebbero potuti posizionare fino a 25 soldati in grado di espugnare città o fortezze nemiche senza alcun danno.
Nel 1865, Jules Verne pubblicò il romanzo scientifico Dalla Terra alla Luna, in cui si narra di un cannone capace di sparare un proiettile (con a bordo i primi astronauti della storia) in grado di raggiungere la Luna.

## Storia

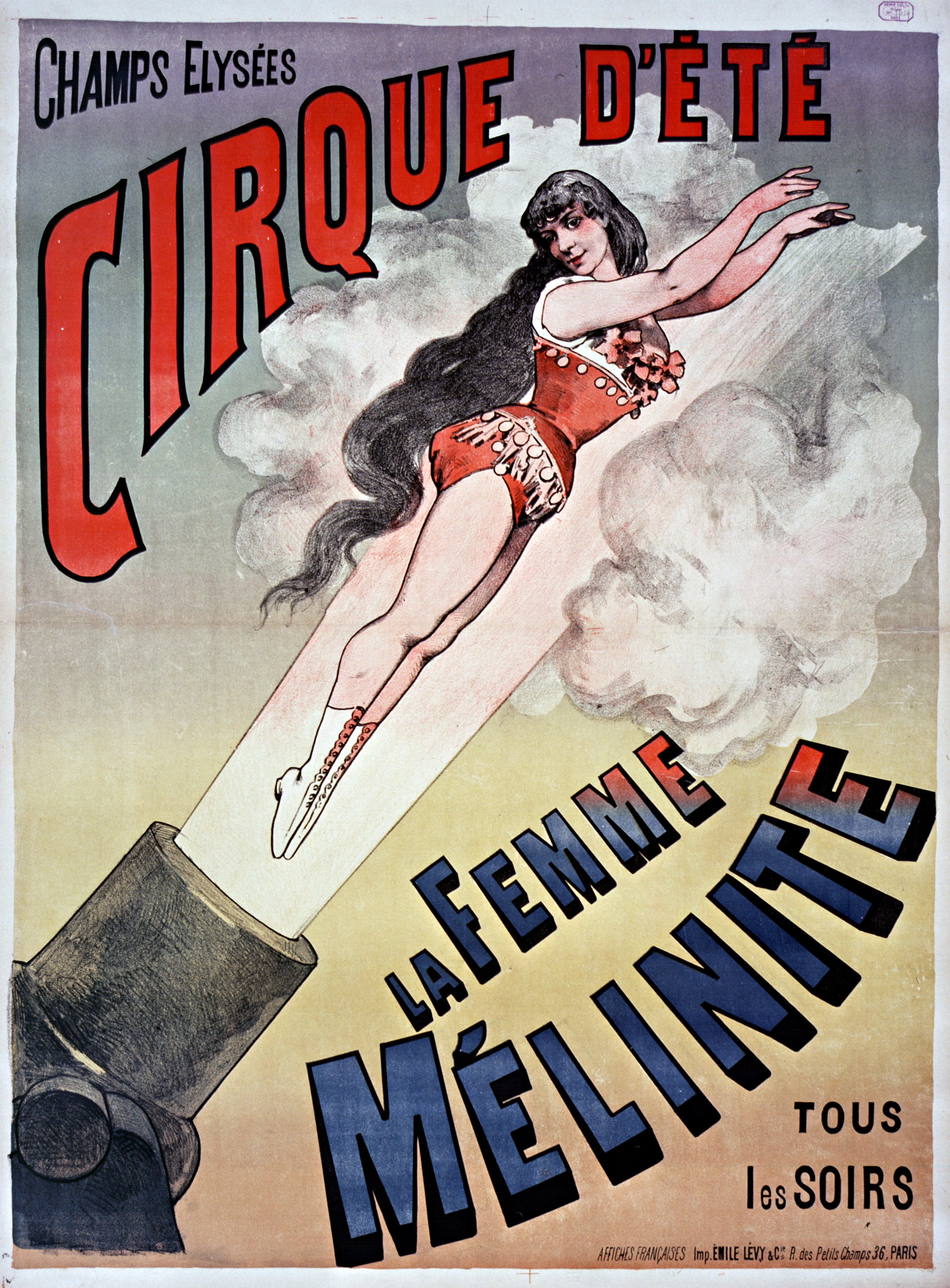
"La femme Mélinite" (manifesto del Cirque d'Été del 1887)

La prima palla di cannone umana fu lanciata nel 1877 presso l'Acquario Reale di Londra: si trattava di una ragazza di 14 anni chiamata "Zazel", il cui vero nome era Rossa Matilda Richter. Nasce nel Regno Unito nel 1863, studia danza e trapezismo dall'età di sei anni. Fu lanciata da uno speciale cannone a molla inventato dal canadese William Leonard Hunt (conosciuto come "Il Grande Farini") inventore del così detto 'proiettore':  un meccanismo costituito da pesanti molle in gomma indiana, con l'aggiunta di una polvere da sparo posticcia che provocava una finta esplosione per effetto scenico. Il volo di Zazel, lungo circa sei metri, terminò senza infortuni in una rete di sicurezza. Zazel andrà in tournée con il PT Barnum Circus: la performance era così richiesta che l'artista si esibiva due volte al giorno. Durante la sua carriera subì svariati infortuni e incidenti ma il più grave fu quello del 1891, che pose fine alla sua carriera circense.  Abbandonato il circo, Zazel fonda una compagnia di opera lirica con suo marito, prendendo parte di tanto in tanto agli spettacoli e contribuendo a iniziative di volontariato sulla scrittura e l'emancipazione per gli artisti circensi sulle norme di sicurezza delle performance. Zazel muore l'8 dicembre del 1937 all'età di 74 anni.
Il cannone di Farini limitava la distanza e il controllo della direzione del lancio, ma nel 1920 il maltese Ildebrando Zacchini, rimasto impressionato dalla lettura da una novella di Jules Verne, inventò un cannone che utilizzava aria compressa per lanciare la palla di cannone umana. Zacchini sparò il figlio Hugo Zacchini fuori dal cannone ad aria compressa. I membri della famiglia Zacchini furono successivamente introdotti nella Hall of Fame del Circo Ringling Brothers.

## Il "cannone"
Il "cannone" usato in questo tipo di esibizione non funziona come un normale cannone, dal momento che ridurrebbe l'artista in pezzi. L'impulso è fornito quindi non dalla polvere da sparo, ma tramite una molla o un getto di aria compressa. Ciò rende il dispositivo più simile al funzionamento di una catapulta, in cui il cilindro di propulsione termina alla bocca del cannone.
Durante l'esibizione circense, la polvere da sparo può in effetti essere utilizzata, ma solo per fornire l'effetto visivo ed uditivo estraneo però al meccanismo di lancio. Artifici pirotecnici e fumo possono altresì essere utilizzati per aumentare ancora maggiormente l'effetto visivo.

## Rischi
Essere sparati del cannone non costituisce il rischio principale, al contrario dell'atterraggio: più di 30 artisti sono infatti morti durante la fase finale dell'esercizio, anche per la rottura della rete di protezione.

## Record del mondo
L'attuale record mondiale per il più lungo volo di un uomo cannone (dalla bocca del cannone al punto più lontano raggiunto nella rete) è di 59,05 m, stabilito da David Smith Jr. durante la trasmissione televisiva Lo show dei record a Milano, il 10 marzo 2011, con un cannone lungo 8 metri. È stata calcolata una velocità di 120 km/h, raggiungendo una quota massima di 23 metri.
Tuttavia, il padre di Smith, David "Cannonball" Smith Sr., rivendica di aver stabilito il record di 61,06 metri il 31 agosto 2002, presso la Steele County free fair a Owatonna, Minnesota negli Stati Uniti. Si stima che Smith Sr. abbia viaggiato a oltre 70 miglia all'ora (110 km/h) durante il volo.

## Nella cultura di massa
Francesco De Gregori ha inciso nel 1983 La donna cannone, che è uno dei pezzi più noti del cantautore romano.
Il regista Silvano Agosti ha diretto il film L'uomo proiettile, uscito nel 1995.